# 오치한
오치한(吳致翰, 일본식 이름: 吳竹輝彦, 1889년 1월 ~ ?)은 일제강점기의 경찰 출신 관료이다.

## 생애
평안북도 룡천군 출신으로, 고향에 설립된 사립 동명중학교를 졸업했다. 1914년에 보통문관시험에 합격하여 조선총독부 관리가 되었다.
1915년에 총독부 순사로 채용되어 평안북도 녕변군의 영변경찰서에 배치받았다. 1917년에는 군서기로 이동하여 영변군과 태천군에서 잠시 근무했다가, 1919년에 도경부로 임명되어 다시 경찰로 돌아왔다.
도경부로 초산군, 정주군, 녕변군, 의주군 등 평북의 여러 지역에서 차례로 근무했다. 1931년에 함경남도 풍산군 군수로 임명되어 관계로 전업했다. 풍산군수에 이어 이원군과 덕원군 군수를 지냈다.
이원군수로 재직 중이던 1935년에 총독부가 편찬한 《조선공로자명감》에는 조선인 공로자 353명 중 한 명으로 수록되어 있다. 총독부가 시정 25주년을 기념하여 표창한 표창자 명단에도 들어 있다. 덕원군수이던 1940년을 기준으로 종6위 훈6등에 서위되어 있었다.
2008년 발표된 민족문제연구소의 친일인명사전 수록예정자 명단 중 경찰 부문과 관료 부문에 포함되었다.

## 참고자료
- 오치한(吳致翰) - 국사편찬위원회